# Manalmedu
Manalmedu là một thị xã panchayat của quận Nagapattinam thuộc bang Tamil Nadu, Ấn Độ.

## Nhân khẩu
Theo điều tra dân số năm 2001 của Ấn Độ, Manalmedu có dân số 9254 người. Phái nam chiếm 51% tổng số dân và phái nữ chiếm 49%. Manalmedu có tỷ lệ 74% biết đọc biết viết, cao hơn tỷ lệ trung bình toàn quốc là 59,5%: tỷ lệ cho phái nam là 82%, và tỷ lệ cho phái nữ là 66%. Tại Manalmedu, 10% dân số nhỏ hơn 6 tuổi.